# Golpe de Estado de julio (Austria)
El golpe de Estado de julio, también conocido simplemente como golpe de julio (del alemán: Juliputsch) fue un fallido golpe de Estado perpetrado por el Nacionalsocialismo austríaco el 25 de julio de 1934. Aunque los confabulados lograron tomar la sede del gobierno y asesinar al canciller Engelbert Dollfuss, quedaron rodeados y, faltos de apoyo externo, tuvieron que claudicar. La rebelión se extendió al resto del país en los días siguientes, pero fue aplastada por las fuerzas gubernamentales. Como consecuencia del fracaso, el movimiento nacionalsocialista austriaco quedó temporalmente muy debilitado.
Los primeros planes contra Dollfuss habían surgido a comienzos del verano de 1933, cuando el canciller austriaco había prohibido el partido nazi, pero no habían fructificado.  La crisis del nacionalsocialismo austriaco, perseguido cada vez con más rigor por el Gobierno, desalentado por la falta de acceso al poder, desunido y plagado de extremistas que clamaban acción contra Dollfuss condujo a la organización del golpe de julio de 1934. Lo que debía haber sido un amplio alzamiento nacional con apoyo militar que derrocase al Gobierno Dollfuss e implantase otro que solicitase la intervención alemana fue en realidad un golpe de mano mal organizado protagonizado por ciento cincuenta y cuatro nacionalsocialistas que quedaron aislados pronto en la capital austriaca.
Los conjurados aprovecharon el cambio de la guardia de la cancillería para penetrar en el recinto a las 12:53 del 25 de julio. Uno de ellos, el exsargento Otto Planetta, disparó dos tiros contra el canciller cuando este trataba de huir del edificio. Dollfuss murió desangrado dos horas y media más tarde. Al mismo tiempo que ocupaban la cancillería, los rebeldes tomaban también la emisora de radio RAVAG. Siguiendo el plan previsto, desde allí anunciaron la dimisión de Dollfuss y la formación de un nuevo gabinete presidido por Anton Rintelen. El anuncio debía haber desencadenado un levantamiento nacional en favor del nuevo Gobierno, pero este no se produjo. Por otra parte, el grupo que había marchado a capturar al presidente de la república, Wilhelm Miklas, en su retiro veraniego fracasó en esta tarea.
El Gobierno y la jefatura militar se reunieron en el Ministerio de Defensa. Miklas, que rechazó todo pacto con los rebeldes, nombró al ministro Kurt von Schuschnigg canciller interino y le ordenó aplastar el golpe por la fuerza. Finalmente, a las cinco y media de la tarde, Von Schuschnigg presentó un ultimátum a los rebeldes para que entregasen en un cuarto de hora la cancillería. En realidad, las negociaciones entre los rebeldes y el Gobierno se extendieron durante dos horas más. Las fuerzas gubernamentales pudieron recuperar pacíficamente el edificio alrededor de las ocho de la tarde.
Confirmado finalmente el fracaso del golpe por el embajador alemán la noche del 25, Hitler ordenó de inmediato negar toda participación alemana en el fallido proyecto. El Gobierno alemán se vio en apuros a pesar del desmentido gubernamental por el tardío estallido de rebeliones de sus partidarios en las provincias austriacas, que las fuerzas gubernamentales no lograron sofocar completamente hasta el día 28. El 26, Hitler nombró al vicecanciller Franz von Papen nuevo embajador en Viena. Este esperaba alcanzar el objetivo de anexionarse el país sin tener que recurrir de nuevo a la violencia. La tarde del día 25, cuando Mussolini, que esperaba la visita pocos días después de Dollfuss, recibió confirmación del golpe de Estado que estaba teniendo lugar en la capital austriaca, ordenó de inmediato el avance de las fuerzas italianas a la frontera austro-italiana. El fracaso del golpe de Estado permitió que la independencia austriaca se mantuviera cuatro años más, hasta la anexión alemana del país en la primavera de 1938.

## Antecedentes
Aunque Hitler se había reservado la gestión del conflicto con Austria, había delegado las acciones concretas en su subordinado, el landesleiter Theo Habicht. Este prometió al canciller alemán resolver la crisis mediante un alzamiento nacional apoyado por el Ejército austriaco que acabase con el gobierno de Engelbert Dollfuss. Del levantamiento debía surgir un nuevo Consejo de Ministros pangermano que solicitase la intervención de Alemania antes de que las demás potencias pudiesen reaccionar al acontecimiento.

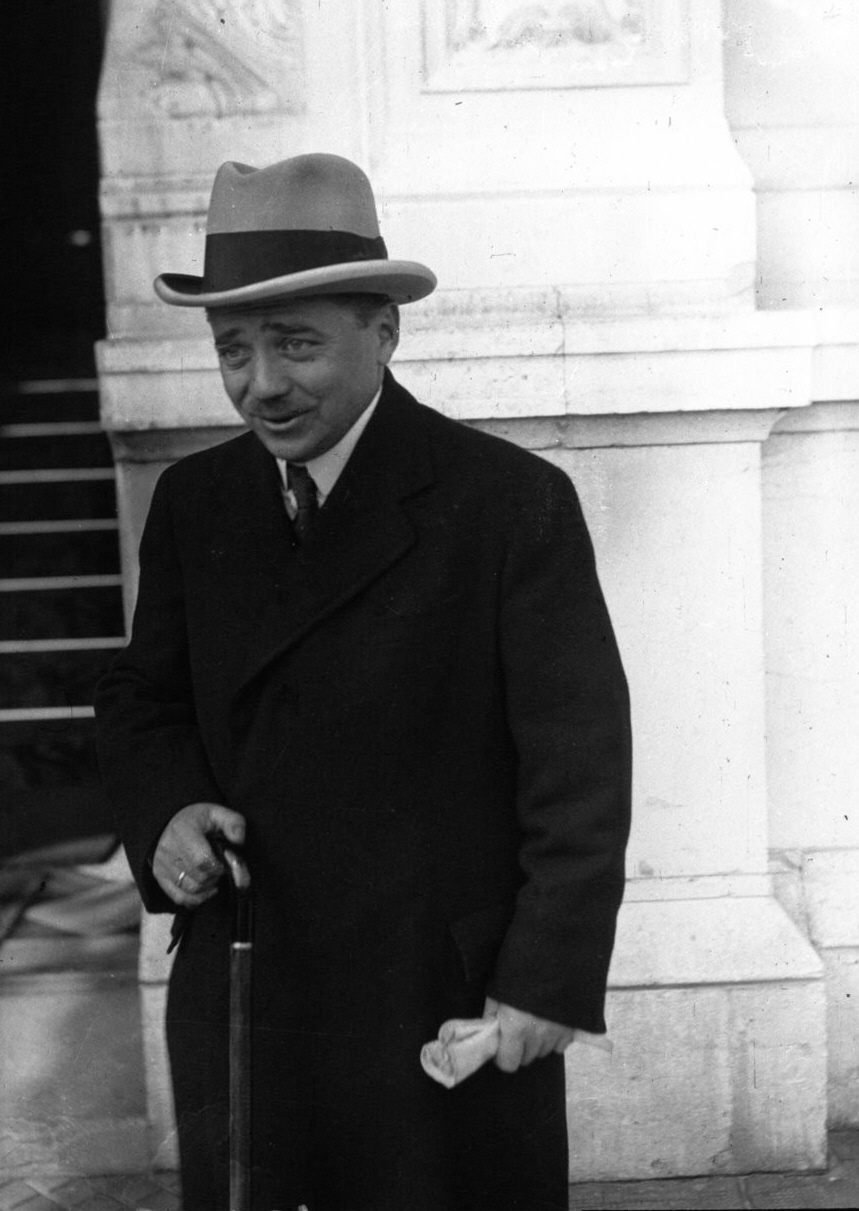
Engelbert Dollfuss, canciller austriaco y principal víctima del fallido golpe de Estado nacionalsocialista del 25 de julio de 1934. Fue asesinado en la cancillería cuando trataba de huir de los golpistas, que habían tomado el edificio.

Los primeros planes contra Dollfuss habían surgido a comienzos del verano de 1933, cuando el canciller austriaco prohibió el partido nazi, pero no fructificaron. Durante la segunda mitad de 1933, las negociaciones entre Habicht y Dollfuss hicieron que los nacionalsocialistas arrumbasen los planes de golpe contra el canciller, que se retomaron precisamente cuando estas fracasaron en enero de 1934. A principios de 1934, los dirigentes nacionalsocialistas austriacos habían formado una unidad paramilitar, el SS Standarte 89, que agrupaba a deportados nacionalsocialistas austriacos, con el fin de utilizarla contra Dollfuss. La gran mayoría de sus miembros había pertenecido al Ejército y una minoría, a diversos departamentos policiales. La proclamación de la nueva Constitución en mayo pudo haber convencido a Hitler para otorgar el beneplácito a la acción. Esta no contaba, empero, con el apoyo del Ministerio de Asuntos Exteriores alemán, que veía con escepticismo la posibilidad de que las potencias permitiesen una solución por la fuerza de la crisis austro-germana. El ministerio confiaba, por el contrario, en lograrla mediante la presión y temía los perjuicios para Alemania de una acción violenta.
La crisis del nacionalsocialismo austriaco, perseguido cada vez con más rigor por el Gobierno, desalentado por la falta de acceso al poder, desunido —las relaciones entre los dirigentes del partido, las SA y las SS eran malas— y plagado de extremistas que clamaban acción contra Dollfuss condujo a la organización del golpe de julio. Habicht necesitaba además algún éxito en Austria para mantener su puesto en Alemania: la falta de avances del nacionalsocialismo austriaco le había privado ya del control de las unidades de las SA austriacas —dispuestas a actuar por su cuenta— y disgustaba a Hitler. Los dirigentes de las SA, por su parte, bien quedaron al margen del proyecto o bien se opusieron a él, deseando protagonizar el golpe contra Dollfuss. Las rencillas entre las distintas organizaciones nacionalsocialistas, agravadas por la noche de los cuchillos largos, llevaron a que Hermann Reschny, responsable de las SA austriacas, delatase el plan de Habicht a las autoridades austriacas el 16 de julio, confiando en poder lanzar su propia operación contra Dollfuss en septiembre. Estas, sin embargo, desoyeron la advertencia.

## Planes
La primera reunión de los jefes que llevaron a cabo el intento de toma del poder tuvo lugar en Zúrich el 25 de junio. Asistieron a ella Habicht, sus lugartenientes Rudolf Weydenhammer, Gustav Otto von Wächter —principal organizador de las acciones del 25 de julio— y el comandante del SS Standarte 89, Fridolin Glass —el único austriaco de los asistentes—. Otro de los principales conspiradores, el antiguo gobernador de Estiria y por entonces embajador austriaco en Roma, Anton Rintelen, no acudió. Rintelen había ofrecido sus servicios a los alemanes en la primavera a cambio de la promesa de ser nombrado canciller tras el derrocamiento de Dollfuss. Weydenhammer había sido el contacto entre Rintelen —al que había visitado en la capital italiana en más de una docena de ocasiones desde comienzos de año— y los conjurados en Alemania.
El plan de Glass consistía en secuestrar simultáneamente al presidente austriaco y al Consejo de Ministros con sus hombres, capturar la emisora de la radio nacional (RAVAG) y la central telefónica vienesa y anunciar la formación de un nuevo Gobierno presidido por Rintelen. La operación debía contar con el apoyo del Ejército austriaco, cuyas unidades quedarían sometidas a oficiales favorables a los nacionalsocialistas. Sus propios hombres debían concentrarse el día de la operación en la sede de la guarnición militar de la capital, a la que podrían acceder gracias a la colaboración de un oficial del Estado Mayor austriaco, simpatizante de la causa nacionalsocialista.
Aprobado el plan en Zúrich, Glass regresó a Austria para realizar los preparativos, en especial, para organizar el apoyo de los militares y la policía al golpe. No se había fijado fecha alguna para la acción, pero Rintelen encareció a Weydenhammer la necesidad de que se llevase a cabo antes de finales de julio; por aquellas fechas debía hallarse en Viena y después, en agosto, se esperaba que Dollfuss se reuniese con Mussolini, acontecimiento que temía pudiese desbaratar la conjura. Sin embargo, no fue tanto la insistencia de Rintelen sino el convencimiento de haber logrado un apoyo militar clave en el Ejército lo que decidió a los confabulados a lanzar la operación cuando deseaba el embajador. En efecto, el teniente coronel Sinzinger, jefe del Estado Mayor de la guarnición de la capital, prometió apoyar el golpe.
La decisión final se tomó en el piso de Habicht en Múnich el 16 de julio, en una nueva reunión a la que asistieron tanto alemanes como austriacos; entre estos últimos se contaban el jefe de las SA austriacas, un oficial enviado por Sinzinger y el que debía convertirse en gauleiter austriaco si triunfaba la conjura. En la reunión, Glass indicó que, además del respaldo de Sinzinger, contaba con otros tanto en el Ejército como en la Policía. Los reunidos decidieron entonces fijar la tarde del 24 de julio, cuando el gabinete austriaco debía reunirse antes de las vacaciones estivales, como fecha para el golpe.

## Últimos preparativos del 23 de julio
Weydenhammer se unió a Von Wächter en Viena la tarde del 23 de julio, para dar el último repaso al plan; el principal escollo que quedaba por salvar, el transporte para los hombres del SS Standarte 89, se solucionó al día siguiente, gracias al préstamo de un empresario de algunos camiones de su compañía.

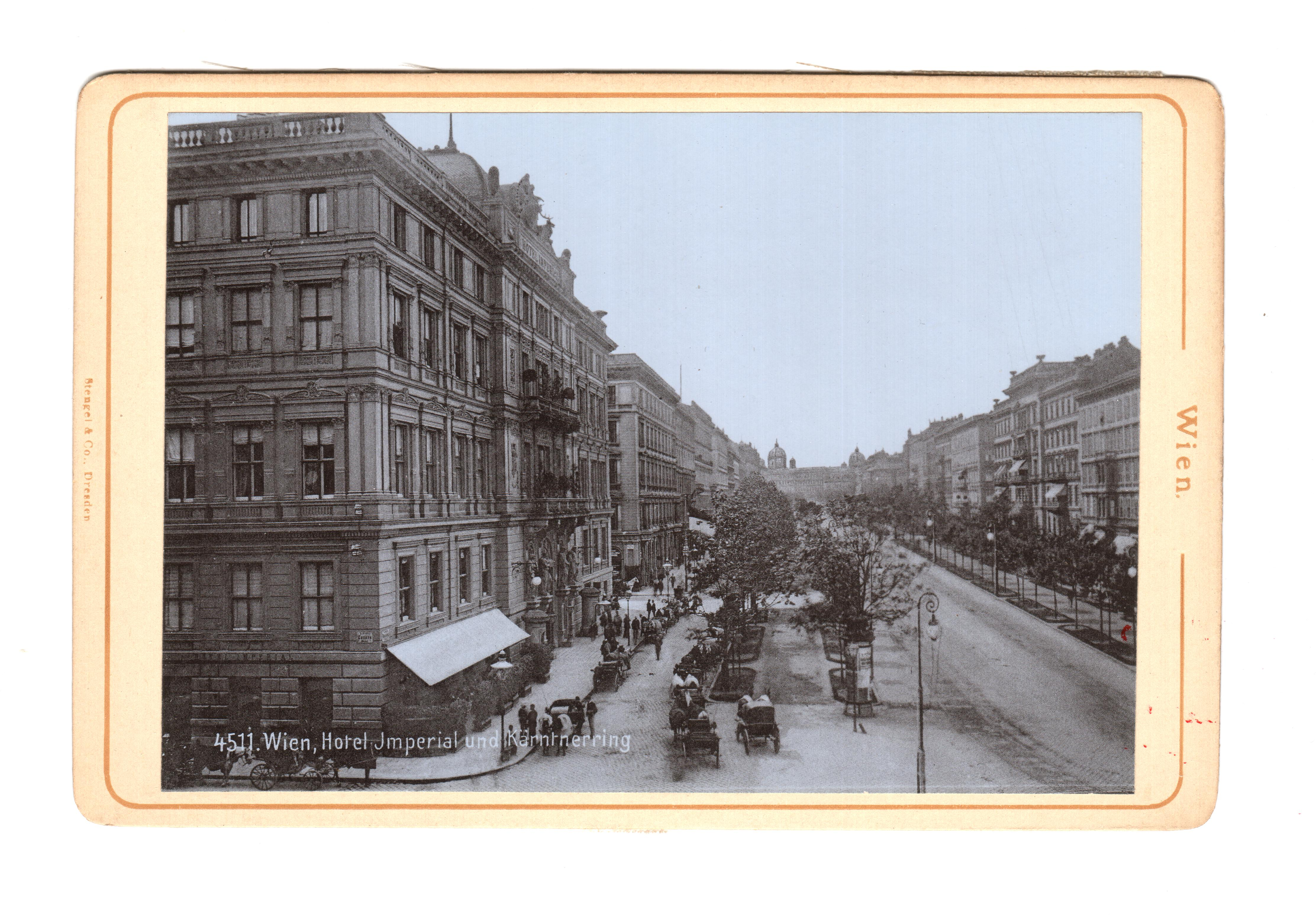
El hotel Imperial, en la Ringstraße, elegante hospedería donde se alojó durante el golpe el que debía haberse convertido en canciller si este hubiese fructificado, el embajador austriaco en Italia, Anton Rintelen. A él acudió el enviado gubernamental para que se presentase ante el Gobierno provisional y en él se escondieron temporalmente algunos de los organizadores del golpe.

Rintelen, por su parte, se hallaba también en la capital, hospedado en el elegante hotel Imperial; oficialmente, había acudido a la capital a informar al Gobierno sobre la situación en Italia antes de que este comenzase sus vacaciones de verano.
Los principales conjurados se reunieron de nuevo la noche del 23, descartaron poner en marcha el golpe la madrugada del día siguiente, lo pospusieron para la tarde, y pasaron el resto de la noche tratando de resolver algunos problemas surgidos a última hora, como la marcha inesperada del presidente Miklas a Carintia. Los conspiradores no habían contado con la posibilidad de que este comenzase tan pronto sus vacaciones, antes de que lo hiciese el Consejo de Ministros. Decidieron entonces enviar un destacamento a secuestrarlo en Velden, localidad a orillas de lago Wörthersee a donde se había trasladado.
Tras la cena, Weydenhammer y Glass marcharon en un falso taxi a Klosterneuburg a encontrarse con el teniente coronel Sinzinger y otros oficiales. Se acordó que los miembros del SS Standarte 89 se reunirían en el patio del Estado Mayor de la guarnición de la capital a partir de las cuatro de la tarde del día siguiente, y que los militares se encargarían de que las brigadas 1.ª y 2.ª, acantonadas en la capital y en la Baja Austria respectivamente, se movilizasen en apoyo del golpe.
Weydenhammer, Von Wächter y Glass volvieron a reunirse en la cercana Nussdorf para analizar la marcha de los preparativos de último momento pasadas las once de la noche. A continuación, Weydenhammer volvió a Klosterneuburg para realizar una última arenga a los miembros del SS Standarte 89, que se habían congregado discretamente en la piscina de la localidad, desierta a esas horas. Luego regresó a Viena y se encerró con Rintelen en su hotel para disponer las medidas que debían adoptarse acerca del nuevo Gobierno que este debía encabezar: el anuncio de su formación y su composición exacta.
Concluida también esta tarea, Weydenhammer marchó a despedir al grupo que partía hacia Velden a secuestrar al presidente Miklas, antes de retirarse por fin a descansar a su hotel en las afueras de la capital, en torno a las cuatro de la madrugada.

## Se pospone el golpe, 24 de julio

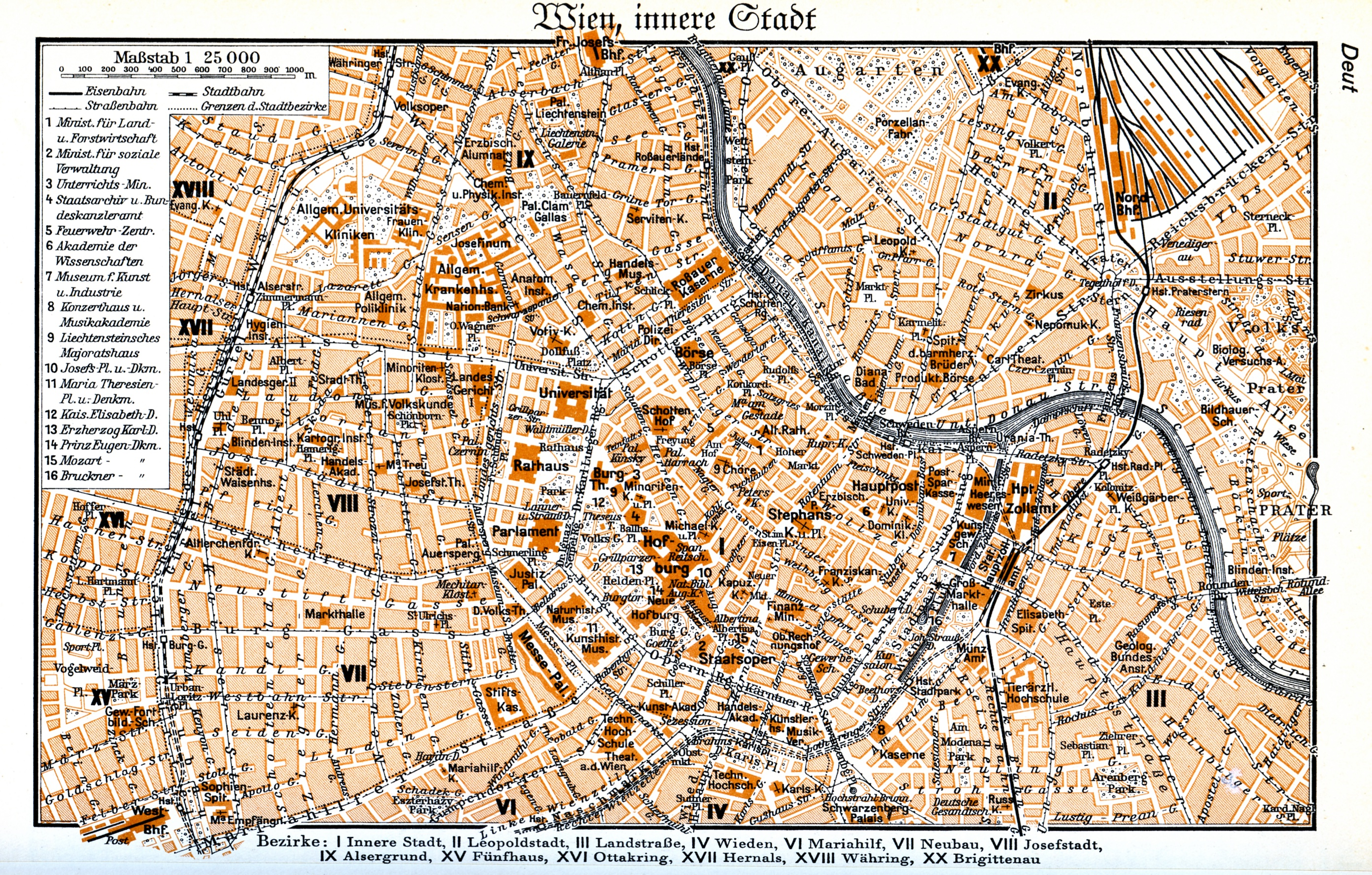
Centro de Viena durante el periodo de entreguerras. Los lugares en los que acontecieron los principales sucesos del golpe de Estado se hallan muy cerca entre sí: marcado con un 4, la cancillería en Ballhausplatz; Siebensterngasse, la calle desde la que partieron los golpistas para tomarla, junto a la marca «VII»; el hotel Imperial, donde esperaba el canciller de los confabulados, se halla al suroeste, apenas a kilómetro y medio de la cancillería, en Kärntner Ring.

A las ocho de la mañana, Weydenhammer se encontraba ya reunido con el exvicecanciller Winkler, que debía partir de inmediato a Praga para cumplir su papel en la trama: convencer al Gobierno checoslovaco tras el golpe de que el nuevo Gobierno Rintelen sería tan antinazi como el de Dollfuss y que su derrocamiento había sido necesario. Confirmado el consejo de ministros de la tarde por Rintelen, que había obtenido esta información del excanciller y ministro de Finanzas Karl Buresch, a mediodía, el plan siguió su curso.
Cuando ya los camiones iban de camino a la sede de la guarnición donde debían reunirse antes de marchar a capturar al Gobierno, los jefes de la conjura recibieron noticia poco antes de las tres de la tarde de que el consejo de ministros se había pospuesto inesperadamente a la tarde del día siguiente. Von Wächter logró anular discretamente la operación durante la hora y media siguiente y avisar del cambio a los conspiradores en Múnich y Praga.
La misma tarde, uno de los conjurados decidió denunciar el plan a las autoridades. Paul Hudl acudió a la casa de un policía para destapar la conspiración. Tras más de tres horas de retraso burocrático, se informó a los policías encargados de la seguridad de la cancillería. Paradójicamente, no se reforzó la guardia del palacio ni se informó al Gobierno de la existencia de una conjura.
El centro de la maquinación antigubernamental se trasladó entonces a la residencia de un miembro de la embajada alemana, que colaboró en los cambios necesarios con los jefes de aquella. Entre estos se contó el cambio del lugar de reunión de los asaltantes: como esta tendría lugar a mediodía, no podía usarse ya el patio de la sede de la guarnición capitalina, que a esas horas aún estaría llena de gente. Se decidió por tanto que los hombres se juntasen en un gimnasio de la Siebensterngasse, lugar bastante cercano al edificio de la cancillería.

## Desarrollo del golpe

### Denuncia de la trama y mediocres intentos de desbaratarla
La madrugada del 25 de julio se produjo otra nueva denuncia de los planes de golpe de Estado, esta vez por parte de un inspector de policía que se había unido a ella dos días antes, convencido de que contaba con el respaldo del Ejército. En vez de acudir a la policía, al Ministerio de Seguridad, al de Defensa o a la propia Cancillería, el inspector Dobler denunció el golpe a un miembro de la Heimwehr después de tratar infructuosamente de hacerlo al jefe del Frente Patriótico, que no se encontraba en su despacho. Nuevamente tras numerosos retrasos burocráticos, la denuncia llegó al edecán de Emil Fey —dirigente de la Heimwehr y ministro sin cartera—. Dobler contó el plan a varios clientes más del café en el que había convocado al caudillo de Frente Patriótico, entre los que se contaban el comandante del 5.º Regimiento de la Heimwehr, que telefoneó directamente a Fey pasadas las once de la mañana, cuando este estaba a punto de acudir al consejo de ministros, que se había adelantado una hora y ya había empezado. Fey decidió entonces investigar la información sobre el golpe de Estado y no partir de inmediato al consejo de ministros, aunque sí se trasladó a la cercana cancillería.
A las doce menos cuarto, Fey había corroborado la existencia de la trama contra Dollfuss y su Gobierno y envió a dos policías a vigilar el gimnasio donde los golpistas debían congregarse antes de marchar hacia la cancillería. Al mismo tiempo, ordenó, aunque ya no tenía potestad para ello —a Fey se le había retirado el mando de las unidades de la Heimwehr—, que un regimiento de la Heimwehr que se hallaba de maniobras a unos cinco kilómetros se dirigiese a la cancillería; esta fuerza llegó demasiado tarde para impedir la toma del edificio por los confabulados, pero sus mandos, que se presentaron de inmediato ante Fey, fueron capturados por los rebeldes.
Poco antes del mediodía, acudió finalmente al consejo de ministros e informó en privado a Dollfuss de la confabulación en su contra. Este ordenó poner fin a la reunión y que cada ministro regresase a su ministerio. Con él solo se quedaron el propio Fey y los secretarios de Estado de Seguridad y Defensa. Por su parte, Ernst Rüdiger Starhemberg, recién nombrado vicecanciller, se hallaba en Italia. Esto desbarató los planes de los conspiradores, que habían confiado en capturar al Gobierno en pleno en la cancillería.
Mientras, estos se habían reunido en el gimnasio acordado pocos minutos antes del mediodía. Los policías enviados por Fey para vigilar el lugar informaron a la cancillería de la llegada de los hombres del SS Standarte 89. A las doce y media, estos, vestidos con uniformes militares, montaron en los cuatro camiones prevenidos para marchar a la cancillería y partieron. Tardíamente, el secretario de Estado de Seguridad, el barón Karl Karwinsky, ordenó a las unidades de la policía de emergencia que acudiesen inmediatamente tanto al gimnasio como a la cancillería; esto, en lo que apenas debían haber empleado cinco minutos, se llevó a cabo en quince, lo que permitió a los golpistas zafarse de ellas y tomar la sede del Gobierno.

### Toma de la cancillería y proclamación del Gobierno Rintelen

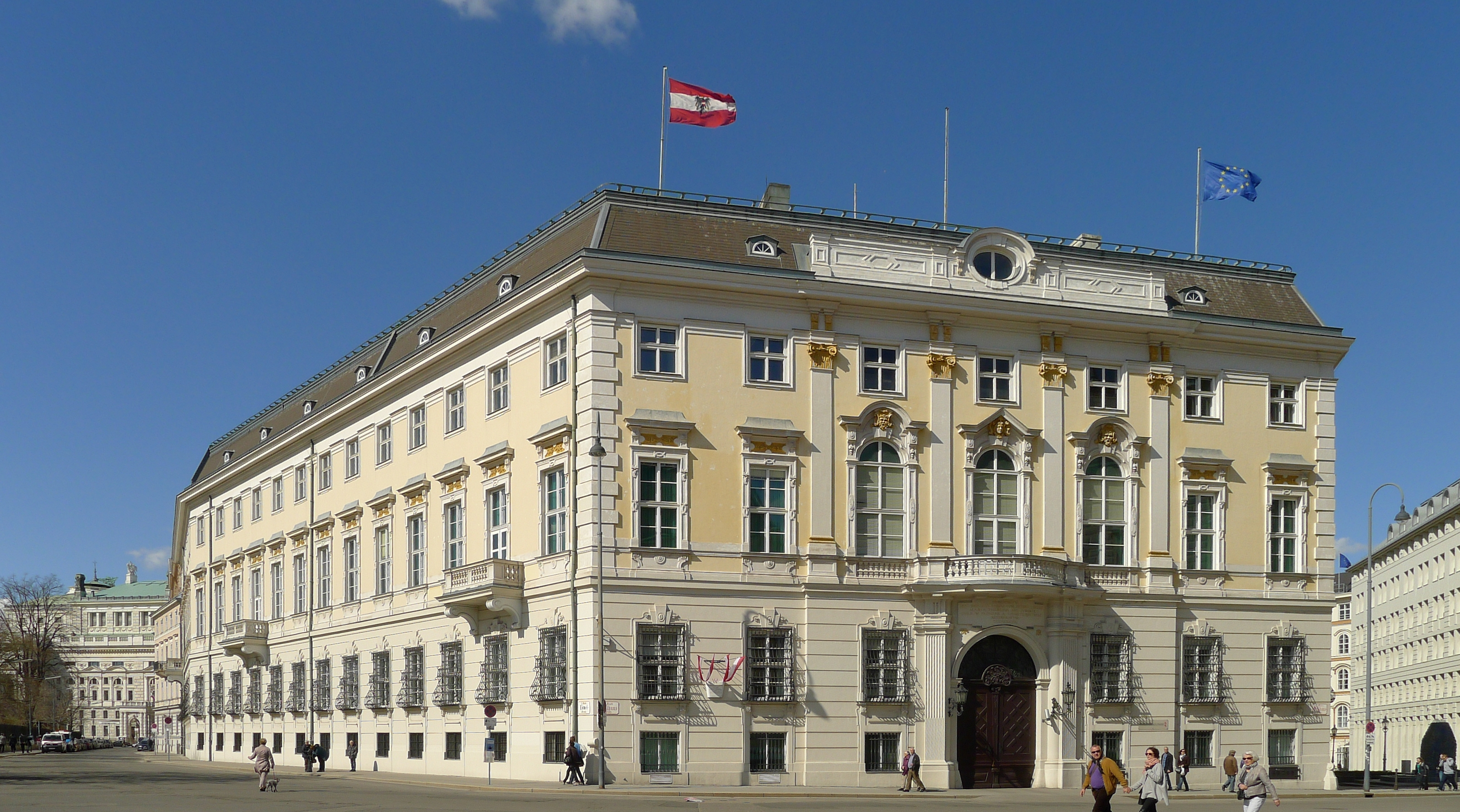
La cancillería austriaca, en el número 2 de la Ballhausplatz. El Consejo de Ministros se hallaba reunido en ella cuando recibió las primeras noticias de la maquinación en su contra y la abandonó —salvo el canciller Dollfuss y otros tres miembros del gabinete—. Los confabulados lograron penetrar en su interior aprovechando el cambio de guardia.

Los camiones de los conjurados aprovecharon el cambio de la guardia de la cancillería para penetrar en el recinto a las 12:53. Karwinsky había ordenado cerrar las puertas para impedir la entrada, pero esto no se hizo para permitir el relevo de la guardia, lo que facilitó el ingreso de los golpistas. Enseguida, estos desarmaron a la guardia, que carecía de munición —se suponía que su tarea era puramente ceremonial—. Minutos después, pasada la una de la tarde, llegaron los refuerzos solicitados por el secretario de Seguridad para reforzar la guardia del edificio.
Para entonces, Dollfuss había enviado al general Zehner, secretario de Estado de Defensa, a investigar la posible presencia de soldados entre los reunidos en el gimnasio de la Siebensterngasse, lo que evitó que fuese capturado en la cancillería. Karwinsky trató de ocultar al canciller en un ropero de la tercera planta del palacio, pero el ayudante de Dollfuss lo condujo en vez de ello en dirección a una salida lateral del edificio, que debía permitirle abandonarlo antes de que lo detuviesen los golpistas que ya se desplegaban por él. Dollfuss y su ayudante lograron alcanzar la puerta, pero se hallaba cerrada con llave, así que corrieron para tratar de reunirse de nuevo con Karwinsky y seguir la idea de este; de repente, un grupo de golpistas los alcanzó y, sin mediar palabra, uno de ellos, el exsargento Otto Planetta, disparó dos tiros contra el canciller, al que hirió en el cuello y la axila. Dollfuss murió desangrado dos horas y media más tarde, sin atención médica, que sus captores le negaron a pesar de que un médico acudió a la cancillería en dos ocasiones para atenderlo. Ignorando el desarrollo del golpe fuera de la cancillería, falleció convencido del triunfo de la conjura. Fortificados en la cancillería, los conjurados esperaban de un momento a otro la proclamación del Gobierno Rintelen, el alzamiento de sus partidarios en todo el país y el triunfo de la conspiración.
Al mismo tiempo que ocupaban la cancillería, los rebeldes tomaban también otro de sus objetivos: la emisora de radio RAVAG, en Johannesgasse. Siguiendo el plan previsto, desde ella anunciaron la dimisión de Dollfuss y la formación de un nuevo gabinete presidido por Rintelen. El anuncio debía haber desencadenado un levantamiento nacional en favor del nuevo Gobierno, pero este no se produjo. Weydenhammer se hallaba con Rintelen en el hotel de este, mientras Von Wächter se dirigía a la cancillería, donde debía reunirse con Glass después de que este coordinase el apoyo esperado de los militares.
Pasado el mediodía los planes de los golpistas comenzaron a torcerse: la policía acudió a la emisora de radio y, tras intensos combates, logró recuperar su control después de dos horas de lucha. Mientras, Weydenhammer y Rintelen seguían sin noticias de lo que sucedía en la cancillería y comenzaron a inquietarse por la falta de alborozo popular por el supuesto nombramiento de Rintelen. Echaban también en falta a las unidades de SA y SS que debían estar patrullando la ciudad y a las unidades militares que debían haberse desplegado en apoyo al golpe de Estado.
El grupo que había acudido a capturar al presidente de la república fracasó en esta tarea. La policía austriaca recibió información sobre el intento de secuestro y lo frustró antes de que se pudiese poner en práctica, arrestando al grupo vienés que debía llevarlo a cabo.

### Reacción gubernamental

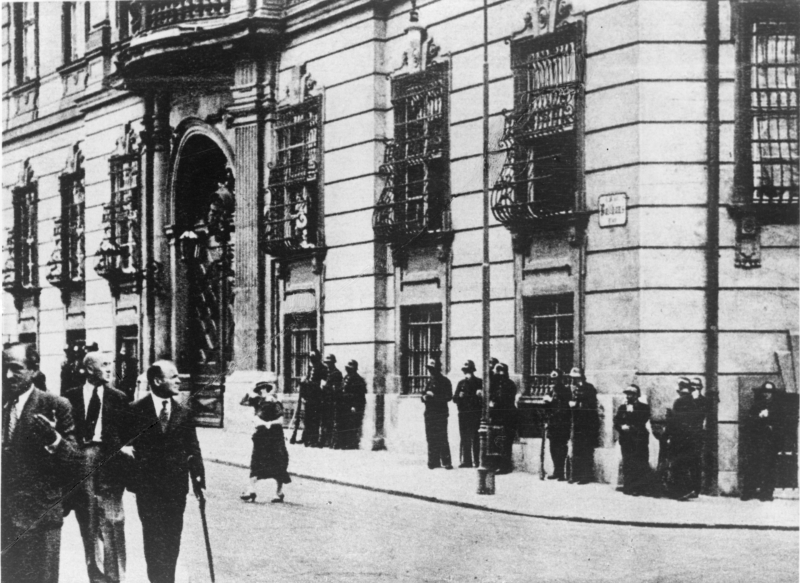
El edificio de la cancillería austriaca, rodeado por la policía tras su toma por los golpistas el mediodía del 25 de julio de 1934.

Mientras Rintelen esperaba ansiosamente el desarrollo de la operación, el Gobierno y la jefatura militar se reunían en el Ministerio de Defensa. Esto desbarató los planes de los oficiales partidarios del golpe de Estado. Kurt von Schuschnigg, informó por teléfono al presidente Miklas de los acontecimientos, que este ignoraba —el intento de secuestrarlo había fracasado al ser también denunciado—. Miklas, que rechazó todo pacto con los rebeldes, nombró a Von Schuschnigg canciller interino. Le ordenó aplastar el golpe por la fuerza, castigar a los rebeldes y liberar a los rehenes de la cancillería sin que sufriesen daño.
Esta última orden del presidente de la república causó un notable retraso en las medidas contra los rebeldes, sitiados desde las dos de la tarde en la cancillería por unidades de la Policía, la Heimwehr y el Ejército.

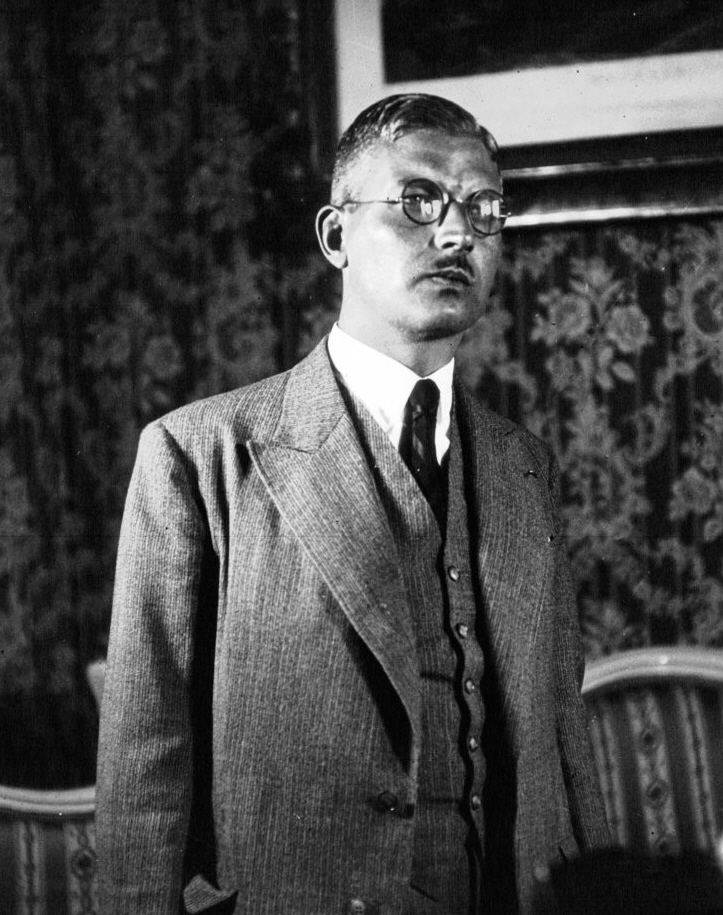
Kurt von Schuschnigg, ministro convertido en presidente del Gobierno interino durante el golpe de Estado, dirigió la reacción gubernamental desde el Ministerio de Defensa, donde se habían reunido tanto el grueso del Gobierno como el alto mando militar.

Von Schuschnigg envió a un concejal de la capital al hotel de Rintelen para convocar a este a su presencia. Weydenhammer y Von Wächter se escondieron precipitadamente tras una cortina cuando el enviado se presentó en la habitación de Rintelen. Este aceptó finalmente personarse en el ministerio, donde fue detenido. Juzgado y condenado a veinticinco años de prisión, los alemanes lo liberaron en marzo de 1938, cuando se anexionaron Austria, aunque no volvió a desempeñar ningún cargo de importancia.
Después de intentar en vano ponerse en contacto con Rintelen, que ya había sido arrestado, Weydenhammer y Von Wächter abandonaron el hotel Imperial y trataron de recabar ayuda. Frustrado el apoyo militar ya que los oficiales favorables a los golpistas no se atrevían a enfrentarse a Zehner en el ministerio, y el de la policía,  Weydenhammer y Von Wächter solicitaron la ayuda de las SA, que se comprometieron a marchar a la cancillería y rescatar a los rebeldes sitiados en ella por las fuerzas gubernamentales. La rivalidad entre SA y SS, empero, llevó a que la primera finalmente no acudiese a socorrer a las fuerzas de la segunda en la cancillería. Los jefes del golpe trataron también de granjearse el apoyo de la Heimwehr, sin éxito. A pesar de las esperanzas de los confabulados, el Ejército y la Heimwehr se mantuvieron fieles al Gobierno.
Finalmente, a las cinco y media de la tarde, Von Schuschnigg presentó un ultimátum a los rebeldes para que entregasen en un cuarto de hora la cancillería; si no lo hacían, la tomaría por asalto. Si accedían a su exigencia y ningún miembro del Gobierno había sufrido daño durante su secuestro, prometía un salvoconducto para que los golpistas huyeran por la frontera alemana. En realidad, las negociaciones entre los rebeldes y el Gobierno se extendieron durante dos horas más. A las siete y media de la tarde, los sitiados solicitaron la presencia del embajador alemán para supervisar su traslado a la frontera; este, tras dudar sobre la conveniencia de participar en la operación, acudió a la cancillería. Después de departir brevemente con los golpistas de la cancillería que, para entonces, ya habían liberado a Fey y a Karwinsky, las fuerzas gubernamentales pudieron recuperar pacíficamente el edificio alrededor de las ocho de la tarde. A pesar de la promesa de salvoconducto, los rebeldes fueron enviados a prisión y sus principales cabecillas —siete personas, incluido Planetta— ajusticiados una semana más tarde. El Gobierno justificó este castigo y la rescisión del salvoconducto por la muerte de Dollfuss.

## Reacción alemana al fracaso y revuelta en las provincias
Hitler se hallaba en Bayreuth, casi sin información sobre la situación en Austria, ya que Von Schuschnigg había cortado las comunicaciones, impidiendo a la embajada mantenerlo al tanto de la evolución del golpe. Ante los rumores de fracaso, confirmados finalmente por el embajador a las diez menos cuarto cuando se le permitió de nuevo telefonear a Alemania, Hitler ordenó de inmediato negar toda participación alemana en el fallido proyecto. El Ministerio de Propaganda recibió la orden de dejar de festejar la proclamación de Rintelen como presidente del Gobierno y el de Asuntos Exteriores decidió dar el pésame por la muerte del canciller Dollfuss al presidente Miklas. Pasada la una de la madrugada del 26 de julio, Hitler aprobó estas medidas y el relevo del embajador alemán en Austria, al tiempo que rechazaba cualquier responsabilidad de su país en el golpe de Estado. Poco después un comunicado oficial anunciaba que Alemania enviaría a prisión a los golpistas tan pronto como alcanzasen la frontera, como gesto de su rechazo a lo sucedido.

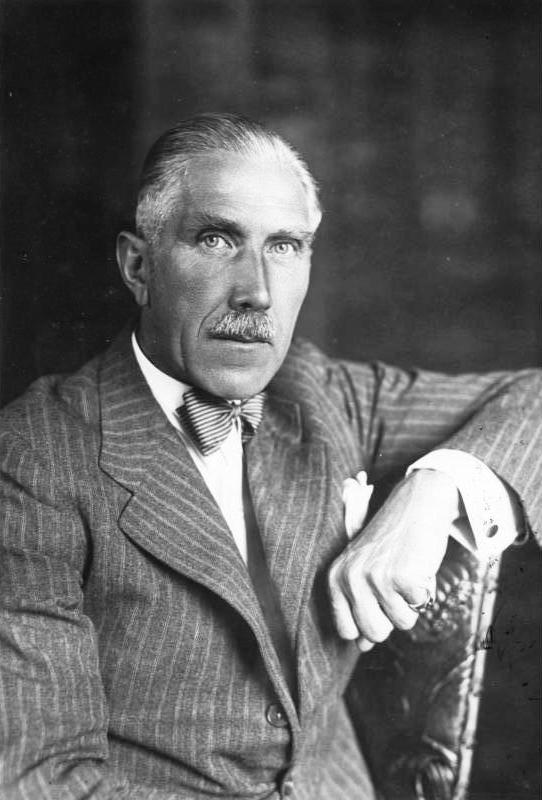
Franz von Papen, exvicecanciller alemán y nuevo embajador en Austria, nombrado durante la crisis causada por el fallido golpe de Estado. Su nombramiento marcó el comienzo de una nueva estrategia alemana respecto a Austria.

El Gobierno alemán se vio en apuros a pesar del desmentido gubernamental por el tardío estallido de rebeliones de sus partidarios en las provincias austriacas, que las fuerzas gubernamentales no lograron sofocar completamente hasta el día 28. Convencidos de que el golpe de mano en la capital triunfaría, los dirigentes provinciales no habían preparado la revuelta en sus territorios adecuadamente y tuvieron que reaccionar al fracaso en Viena precipitadamente, con armamento insuficiente. Aun así, los combates entre el Gobierno y los rebeldes fueron duros, en especial en Carintia y en Estiria. En esta última provincia, la Heimatschutz, organización paramilitar coligada con los nazis, llegó a controlar dos tercios del territorio, pero no a conquistar la capital provincial, Graz. En Carintia los protagonistas de los choques fueron los miembros de las SA, bien armados y con las simpatías de parte de la población, pero que se alzaron contra las autoridades tardíamente —preparaban su propio levantamiento para septiembre— el 27 de julio, cuando ya habían cesado los combates en Viena y en Estiria. También hubo revueltas en Salzburgo y en la Alta Austria, pero los rebeldes de estas provincias estaban mal armados y desorganizados. Si en la capital las SA se habían limitado a contemplar el fracaso del plan de sus rivales de las SS sin intervenir, en las provincias las SS hicieron lo propio y no auxiliaron a las SA. La Legión Austriaca, acantonada en Baviera y debilitada por las acciones subversivas en las que había participado antes del golpe, se limitó a realizar algunas incursiones en la frontera hasta que Hitler ordenó que pusiese fin a sus acciones, temiendo que provocase la intervención militar de los países vecinos.
Mientras, el 26, Hitler había nombrado al vicecanciller Franz von Papen nuevo embajador en Viena. El Gobierno austriaco, sin embargo, no aceptó sus credenciales hasta el 7 de agosto y únicamente por la presión diplomática alemana. Von Papen accedió al nombramiento, pero impuso condiciones: Habicht debía ser destituido, los lazos entre el partido nazi alemán y el austriaco debían romperse y debía cesar toda intromisión del NSDAP en la política austriaca. Debía terminar asimismo el hostigamiento de la prensa alemana al Gobierno vienés. El nuevo embajador esperaba alcanzar el objetivo de anexionarse el país sin tener que recurrir de nuevo a la violencia.

## Reacción italiana
A las cuatro de la tarde del día 25, cuando Mussolini recibió confirmación del golpe de Estado que estaba teniendo lugar en la capital austriaca, ordenó de inmediato el avance de las fuerzas italianas a la frontera austro-italiana. A los cerca de cincuenta mil soldados italianos apostados cerca de la frontera en previsión de una posible invasión alemana de Austria, se unieron otras cuatro divisiones —cerca de cuarenta y ocho mil hombres—. Mussolini esperaba la visita del canciller Dollfuss dentro de dos días: la familia de este se encontraba ya en Italia, huésped del mandatario italiano. Tomó su asesinato como una afrenta personal de Hitler. Los representantes italianos en Austria insistieron en que se permitiese a las unidades militares italianas desplegarse por territorio austriaco para sofocar los levantamientos en las provincias, pero las autoridades austriacas, que temían una invasión o que el país se convirtiese en el campo de batalla de alemanes e italianos, se negaron a consentirlo. Por su parte, Yugoslavia, que rechazaba tajantemente cualquier penetración militar italiana en Austria, amenazó con invadir Carintia si se autorizaba la entrada de tropas en Austria; el aplastamiento final de los focos rebeldes hizo que esta amenaza se desvaneciese.
Al mismo tiempo, Mussolini buscó la cooperación de Francia y el Reino Unido para presentar una posición común ante Berlín, que se plasmó en los protocolos de enero y febrero de 1935, que aseguraban que se realizarían consultas entre los tres países en caso de que surgiesen amenazas a la independencia austriaca.

## Consecuencias
Después de cuatro días de enfrentamientos, los nazis austriacos perdieron a ciento cincuenta y tres correligionarios, fallecidos en los choques, así como a varios miles que se exiliaron en Alemania y Reino de Yugoslavia. El partido quedó muy debilitado en Austria: unos seis mil fueron juzgados por tribunales especiales y unos cinco mil encerrados en el campo de concentración de Wöllersdorf. No solo perdió a sus dirigentes, sino también el grueso de los subsidios alemanes.
Para Hitler el fracaso del golpe supuso un grave revés diplomático. Se destituyó a Habicht y se disolvió su organización; se envió a algunos de sus miembros a campos de concentración y otros fueron degradados. Se separó el partido austriaco del alemán y se encargó a aquel se preparase para tomar las riendas del Estado en caso de que la situación internacional lo permitiese, sin socavar mientras la acción del Gobierno. El fracaso permitió que la independencia austriaca se mantuviera cuatro años más, hasta la anexión en la primavera de 1938.
En Austria continuó la alianza entre los socialcristianos y la Heimwehr. Von Schuschnigg quedó al frente de la cancillería con Starhemberg como vicecanciller mientras que las posiciones se invertían en el Frente Patriótico: lo acaudillaba Starhemberg y Von Schuschnigg era su lugarteniente. La liga, sin embargo, era inestable y pronto Von Schuschnigg trató de contrarrestar el poderío de sus socios de gobierno, que contaban con el respaldo de Mussolini, pactando con los nacionalsocialistas y practicando una política de apaciguamiento de estos y de Alemania.